# Sanhaji de Srayr
Sanhaji de Srair és una llengua amaziga septentrional. És parlada pels sanhadja de Srayr, un poble amazic que viu a la part meridional del Rif marroquí, en l'àrea coneguda com a "Petit Sanhaja". Malgrat la seva àrea de parla, el sanhaji pertany a la branca de l'Atles de l'amazic. També és iinfluenciat pel veí rifeny. El sanhaji de Srayr és considerat per la Unesco com en situació crítica.
El sanhaji té una forta variació dialectal interna: el parlar dels Ketama és considerat com a força diferent del de les altres tribus i només parlat a quatre llogarets: Aït Ahmed, Aït Aïssa, Makhzen i Asmmar.
El parlar Sanhaji de Srayr varia segons les tribus:
- Aït Ahmed: majoritàriament amazigòfona, minoria arabòfona ;
- Aït Bchir: majoritàriament amazigòfona, minoria arabòfona ;
- Aït Bounsar: íntegrament amazigòfona ;
- Aït Bouchibet: íntegrament amazigòfona ;
- Aït Khennous: íntegrament amazigòfona ;
- Aït Mezdouy: íntegrament amazigòfona ; els llogarets del nord-est dels Aït Mezdouy també parlen rifeny;[6]
- Aït Seddat: íntegrament arabòfona ;
- Ketama: majoritàriament arabòfona, minoria amazigòfona ;
- Taghzout: íntegrament amazigòfona ;
- Zarqet: íntegrament amazigòfona.